# Houdini (film)
Houdini er en amerikansk film fra 1998 som af baseret på Harry Houdinis liv, skrevet og instrueret af  Pen Densham. Blandt de medvirkende er Johnathon Schaech, Stacy Edwards, Paul Sorvino og David Warner. De blev sendt første gang på TNT Network i december 1998.